# Hogesnelheidslijn Ankara - Sivas
De hogesnelheidslijn Ankara - Sivas was een project van de Turkse Staatsspoorwegen, om de hoofdstad van Turkije en de ten oosten daarvan gelegen provinciehoofdstad Sivas te verbinden met een hogesnelheidslijn. De route werd geëlektrificeerd met 25 kV / 50 Hz. Op de hogesnelheidslijn wordt gereden onder ETCS level 1. De topsnelheid is 250 km/h.

## Bouw
De bouw van een eerste deel begon op 13 maart 2009.  De 467 km lange route omvat zes viaducten, elf tunnels en 67 bruggen. De conventionele route tussen Ankara en Sivas via Kayseri is 603 kilometers lang en de reistijd is ongeveer twaalf uur. Met de opening van de hogesnelheidslijn in 2023, werd de reistijd tussen Ankara en Sivas verkort tot twee uur.